# Quinta Brunson
Quinta Brunson (Filadelfia, 21 de diciembre de 1989) es una escritora, productora, comediante y actriz estadounidense. Brunson ganó prominencia por su serie de producción propia en Instagram Girl Who Has Never Been on a Nice Date. Luego produjo y actuó en contenido de BuzzFeed Video, y desarrolló dos series de transmisión con BuzzFeed Motion Pictures.
Brunson ha actuado en las series iZombie, Single Parents y Miracle Workers, proporcionó trabajo de voz para Lazor Wulf y Magical Girl Friendship Squad, y protagonizó la primera temporada de la serie de comedia de sketches de HBO A Black Lady Sketch Show.
Es la creadora, productora ejecutiva, escritora y estrella de la comedia de ABC Abbott Elementary (2021-presente). En la 74.ª edición de los Premios Primetime Emmy, se convirtió en la primera mujer afroamericana en ser nominada tres veces en la categoría de comedia, recibiendo nominaciones para: Mejor guion para una serie de comedia (ganando dicho premio), mejor serie de comedia (como productora ejecutiva) y mejor actriz principal en una serie de comedia. Brunson fue incluida en la lista Time 100 de personas más influyentes de 2022.

## Biografía
Brunson nació y creció en el Oeste de Filadelfia. Su nombre alude a que es la quinta hija de una familia de cinco hermanos. Su madre, Norma Jean Brunson, enseñaba en un jardín de infantes. Fue criada como testigo de Jehová.
Asistió a la Charter High School for Architecture & Design, y alimentó su interés en la comedia tomando una clase de improvisación. Brunson asistió a la Universidad de Temple y tomó clases en The Second City en Chicago en su segundo año. Dejó la escuela poco después para seguir una carrera en la comedia.

## Carrera profesional

### 2014-2017: Instagram y BuzzFeed
Brunson originalmente obtuvo fanáticos en línea al publicar videos cómicos en su Instagram en 2014. En particular, su serie Girl Who Has Never Been on a Nice Date se volvió viral y aumentó su base de seguidores digitales. Luego trabajó como productora para BuzzFeed Video después de trabajar como independiente por primera vez para la compañía. Sus videos se centraron principalmente en los problemas que experimentan los veinteañeros.
En 2016, Brunson vendió dos series web como socia de desarrollo con BuzzFeed Motion Pictures: una comedia con guion llamada Broke para Youtube Premium, la cual escribió, produjo y protagonizó; y Up for Adoption, producida por la plataforma de video go90 de Verizon, que también protagonizó. La actuación de Brunson en Broke fue nominada a Mejor Actuación en una Comedia en los Streamy Awards en 2017.

### 2018-presente:A Black Lady Sketch ShowyAbbott Elementary
Poco después de que Brunson dejara BuzzFeed en 2018, coprotagonizó su primer programa piloto de la cadena, el programa piloto de CW The End of the World as We Know It, pero el programa no fue retomado por la cadena. También escribió y produjo una serie llamada Quinta vs. Everything que se transmitió en Facebook Watch de 2017 a 2018. El 4 de octubre de 2018, se anunció que CBS desarrollaría un piloto coproducido por Brunson, Larry Wilmore y Jermaine Fowler en una comedia multicámara llamada Quinta & Jermaine. El piloto protagonizaría a Fowler y Brunson como viejos amigos que deben lidiar con un embarazo no planeado; sin embargo, el programa no fue retomado.
En 2019, apareció como la Dra. Charli Collier y su hermana gemela, Laila, en la serie de comedia dramática sobrenatural iZombie, y también prestó su voz a varios personajes en la serie animada Lazor Wulf. Ese otoño, Brunson comenzó a coprotagonizar y escribir en la serie de comedia de sketches de HBO A Black Lady Sketch Show, junto a Robin Thede, Gabrielle Dennis y Ashley Nicole Black; pero dejó la segunda temporada debido a conflictos de programación. En 2020, Brunson coprotagonizó la serie animada de Syfy Magical Girl Friendship Squad, junto a Anna Akana.
En 2021, Brunson apareció en un papel recurrente en la tercera temporada de Miracle Workers, y en junio, se lanzó su libro debut, She Memes Well, una colección de ensayos sobre su vida personal y su carrera.
ABC eligió el piloto de una sola cámara de Brunson (anteriormente titulado Harrity Elementary) con el nuevo título Abbott Elementary en mayo de 2021. Brunson también es escritora, coproductora ejecutivo y protagoniza la serie junto a Sheryl Lee Ralph, Lisa Ann Walter, Chris Perfetti, Tyler James Williams y Janelle James. La serie se estrenó el 7 de diciembre de 2021 y recibió elogios de la crítica. Tiene una calificación del 97% en Rotten Tomatoes según 38 reseñas de críticos. Brunson recibió elogios por brindar un nuevo enfoque a la televisión por cable con Abbott Elementary, que lleva el nombre de su exmaestra de su escuela secundaria en la vida real, la Sra. Abbott. Para la primera temporada del programa, fue incluida en la lista de las 100 personas más influyentes de 2022 de Time. En julio de 2022, Brunson y ABC fueron demandados por la escritora Christine Davis en un caso de infracción de derechos de autor.
En agosto de 2022, Brunson firmó un contrato global de varios años con Warner Bros. Television, el estudio de coproducción de su programa, Abbott Elementary.

## Filmografía

### Videos musicales
| Año  | Título               | Artista      | Rol    |
| ---- | -------------------- | ------------ | ------ |
| 2018 | "Come Over"          | The Internet | Vecina |
| 2020 | " Dragonball Durag " | Thundercat   | Chica  |

### Televisión
| Año           | Título                        | Rol                          | Notas                                                              |
| ------------- | ----------------------------- | ---------------------------- | ------------------------------------------------------------------ |
| 2016          | Broke                         | Miloh                        | Serie web; creadora y productora                                   |
| 2017          | Up for Adoption               | Michelle                     | Serie de transmisión por go90 ; creadora                           |
| 2017-2018     | Quinta vs. Everything         | Quinta                       | Serie web; creadora y productora                                   |
| 2018          | New Girl                      | Annabelle                    | Episodio: "Mario"                                                  |
| 2018-2020     | Single Parents                | Bess                         | Papel recurrente (3 episodios)                                     |
| 2019          | iZombie                       | Dra. Charlie Collier / Laila | Papel recurrente (3 episodios)                                     |
| 2019; 2022    | A Black Lady Sketch Show      | Varios personajes            | Reparto principal, escritora (temporada 1); invitada (temporada 3) |
| 2019-2021     | Big Mouth                     | Quinta / Chica (voz)         | 4 episodios                                                        |
| 2019-2021     | Lazor Wulf                    | Blazor Wulf / varios roles   | Reparto principal                                                  |
| 2020          | Magical Girl Friendship Squad | Alex (voz)                   | Reparto principal                                                  |
| 2021          | Miracle Workers               | Trig                         | Rol recurrente                                                     |
| 2021-presente | Abbott Elementary             | Janine Teagues               | Reparto principal, creadora, escritora y productora                |
| 2022          | Cars on the Road              | Ivy                          | Voz; 3 episodios                                                   |
| por confirmar | Party Down                    |                              | Estrella invitada                                                  |

### Cine
| Año  | Título                       | Role          | notas |
| ---- | ---------------------------- | ------------- | ----- |
| 2020 | An American Pickle           | Entrevistada  |       |
| 2021 | As of Yet                    | Lissa         |       |
| 2022 | Weird: The Al Yankovic Story | Oprah Winfrey |       |